# Domenico Montesano
Domenico Montesano (italià: Domenico Alfonso Emmanuele)  (Potenza, 22 de desembre de 1863 - Nàpols, 1 d'octubre de 1930) va ser un matemàtic italià especialitzat en geometria.

## Vida i obra
Fill d'un advocat i una duquessa, Montesano va créixer en un ambient intel·lectual. El 1880 va començar els seus estudis universitaris a la Universitat de Roma, on va ser alumne de Luigi Cremona i Giuseppe Battaglini i en la qual es va graduar el 1884 amb una tesi de geometria.
El 1888, després d'uns anys d'assistent a Roma, va aconseguir una plaça de professor a la universitat de Bolonya en la que va estar fins al 1893. En aquest any va aconseguir la càtedra de geometria de la Universitat de Nàpols, en la qual va romandre la resta de la seva vida acadèmica. A partir de 1907 va ser conseller del Seminario Matematico de la universitat de Nàpols.